# Marcelo Pletsch
Marcelo José Pletsch (* 13. Mai 1976 in Toledo, Paraná) ist ein ehemaliger deutsch-brasilianischer Fußballspieler.

## Karriere
Pletsch wechselte im Jahr 1999 von DF Oliveira zu Borussia Mönchengladbach und wurde dort gegen Ende der Saison 2004/05 wegen vereinsschädigender Äußerungen suspendiert. Die Suspendierung wurde von ihm angefochten, aber er unterlag vor dem Arbeitsgericht Mönchengladbach. Aufsehen erregte Pletsch mit einem Foul am 34. Spieltag der Saison 2002/03, als er den Spieler Markus Daun von Werder Bremen umgrätschte. Daun konnte über sechs Monate keinen Fußball mehr spielen und fand anschließend nicht mehr zu seiner alten Form. Schiedsrichter Wolfgang Stark hatte Pletsch für dieses Foul nicht einmal die Gelbe Karte gezeigt.
Zur Saison 2005/06 wechselte der Abwehrspieler zum 1. FC Kaiserslautern. Nach der Saison ging er nach Griechenland zu Panionios Athen. Seine weiteren Stationen waren Omonia Nikosia auf Zypern und FK Vojvodina Novi Sad in Serbien. Seine Karriere ließ er beim FC Cascavel in Brasilien ausklingen. Er betreibt dort eine Schweinefarm.
Im November 2015 wurde Pletsch zusammen mit zwei weiteren Personen des Drogenhandels beschuldigt. In diesem Zusammenhang wurde ein LKW seiner Speditionsfirma "Transportadora Pletsch" mit 793 Kilogramm Marihuana von der brasilianischen Bundespolizei beschlagnahmt. Er saß seit dem 10. November 2015 in Untersuchungshaft. Im Oktober 2016 berichtete Sport Bild, dass Pletsch in zweiter Instanz zu einer Freiheitsstrafe von neun Jahren und zwei Monaten verurteilt worden ist.

## Familie und Privates
Pletschs Urgroßeltern stammen aus Jettenbach und Schwedelbach in der Pfalz. Im Jahr 2003 nahm Pletsch die deutsche Staatsangehörigkeit an.